# Фликель, Пауль
Пауль Франц Фликель (нем. Paul Franz Flickel; 8 апреля 1852, Берлин — 18 марта 1903, Нерви, близ Генуи) — немецкий художник-пейзажист.

## Жизнь и творчество
Пауль Фликель был вторым из пяти детей Франца Фликеля и его супруги, Антонии, урождённой Гропиус, и внуком по материнской линии Карла Гропиуса, профессора живописи, известного декоратора и театрального художника. В возрасте 16 лет Пауль начинает в мастерской своего деда изучать живопись. В 1871 году он поступает для продолжения образования в Саксонскую школу искусств в Веймаре, где проводит 3 года в классе пейзажа под руководством профессора Теодора Хагена. В 1874—1875 годах Флигель занимается в Дюссельдорфе. Начиная с 1876 года художник постоянно живёт и работает в Берлине. В то же время он ежегодно выезжает «на эскизы» по Германии и Австрии, а в 1877 году с этой целью посещает Италию. В 1892 году Фликель стал членом Прусской академии художеств в Берлине, с 1894 года — профессор искусств. Умер в Италии, похоронен в Берлине.
Наиболее яркими работами П. Фликеля являются его итальянские произведения, освещённые сиянием южного солнца и рисованные сочными красками картины средиземноморской растительности. В Германии в качестве «натуры» художник выбирал природу балтийского побережья Восточного Гольштейна, остров Рюген, горы Гарца и буковые рощи Бранденбурга. За своё полотно «Буковая роща» мастер удостаивается Большой золотой медали на Берлинской художественной выставке 1886 года. Художник выставлял свои работы на ежегодных экспозициях берлинской Королевской академии художеств (в 1874—1884, 1886—1892 годах), Большой берлинской художественной выставки (в 1893—1903, ретроспективная экспозиция из четырёх картин — в 1906 году), в мюнхенском Стеклянном дворце, а также на выставках в Дрездене, Ганновере, Дюссельдорфе, Бремене и в Вене. В 1880 году был награждён в Дюссельдорфе за свои полотна малой золотой медалью.

## Дополнения
- http://www.artnet.de/künstler/paul-franz-flickel/auktionsresultate Полотна Пауля Фликеля на artnet

## Галерея

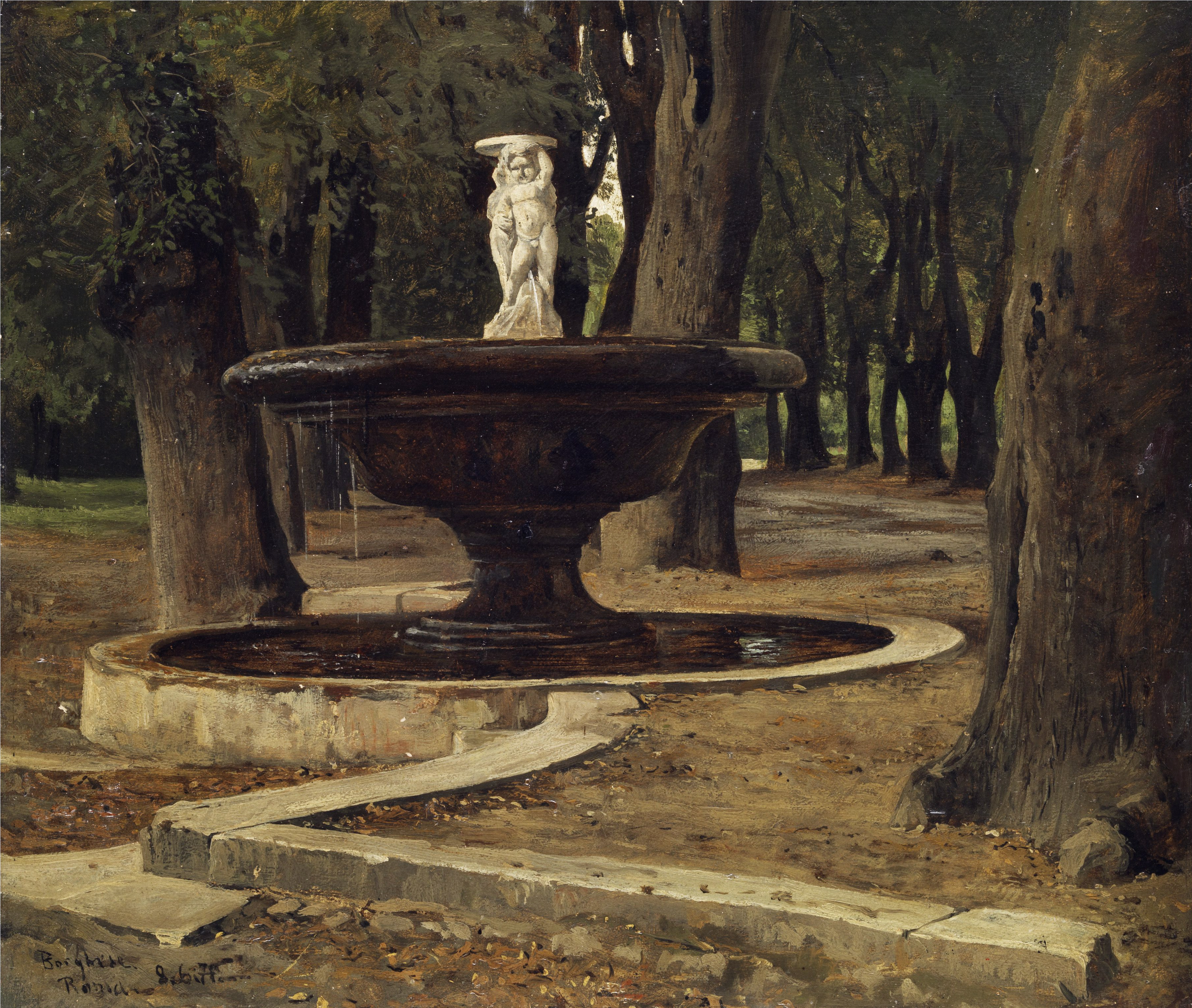
Источник в парке Виллы Боргезе в Риме, 1878
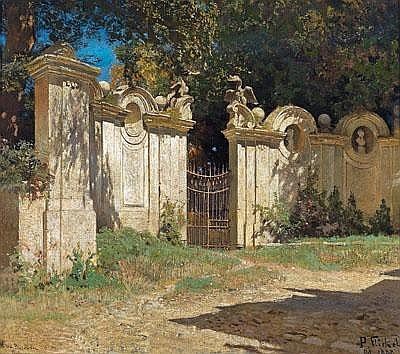
Вид на ворота в стиле барокко, 1888
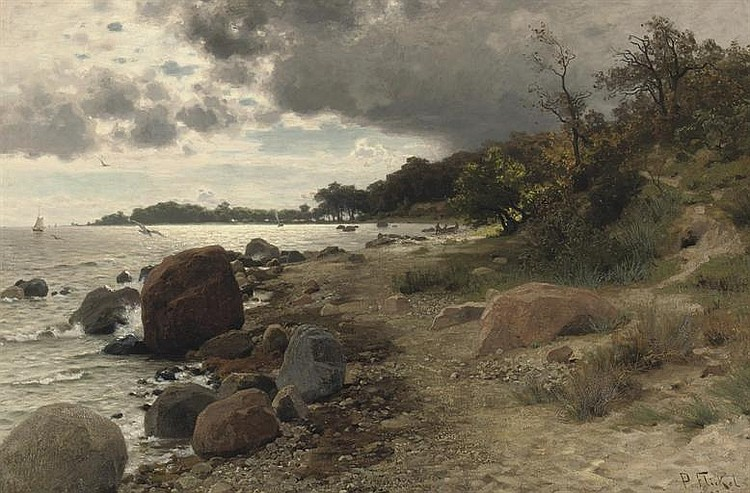
Прибрежные скалы, 1892
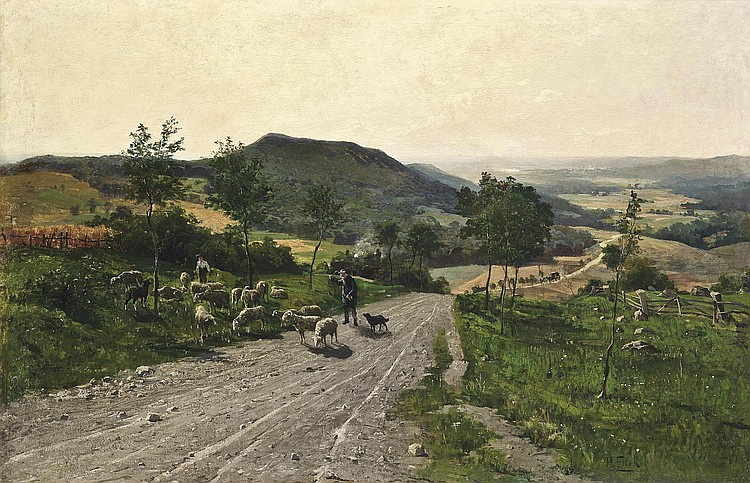
Стадо овец на сельской дороге